# Bataille de Fyrisvellir
La bataille de Fýrisvellir est une bataille pour la conquête du trône de Suède, qui s'est déroulée en 986 sur la plaine appelée Fýrisvellir près de la ville actuelle d'Uppsala, entre Éric le Victorieux et son neveu Styrbjörn le Fort. 

## Déroulement

### Contexte et sources
La bataille de Fyrisvellir se déroule vers l’an 984 dans la région d’Uppsala, en Suède. Elle oppose le roi Éric le Victorieux, souverain de Suède, à son neveu Styrbjörn le Fort, chef des Jomsvikings. L’affrontement est mentionné dans plusieurs sources scandinaves médiévales, notamment l’Eyrbyggja saga, la Hervarar saga ok Heiðreks konungs, la Gesta Danorum de Saxo Grammaticus, ainsi que le Styrbjarnar þáttr Svíakappa, qui en donne le récit le plus détaillé, bien que partiellement légendaire.

### Déroulement

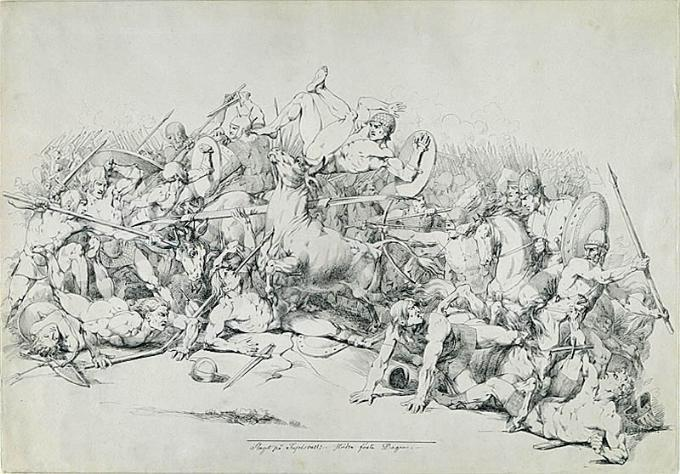
Chevaux et bovins attachés ensemble et armés de lances et de pointes écrasent les guerriers de Styrbjörn lors de la bataille de Fyrisvellir.

Selon cette dernière source, Styrbjörn, après avoir pris la tête des Jomsvikings, mène des raids au Danemark afin de réunir des hommes et des ressources pour renverser son oncle Éric et s’emparer du trône de Suède. Il parvient à former une importante flotte et met le cap sur la Suède. Informé de son arrivée dans le lac Mälar, Éric mobilise une armée à Uppsala et fait bloquer la rivière pour empêcher les navires ennemis d’avancer, forçant ainsi Styrbjörn et ses hommes à poursuivre leur route à pied.
Éric emploie des tactiques peu conventionnelles : il attaque des armes sur du bétail qu'il relâche contre les Jomsvikings. Le premier jour de combat ne débouche sur aucun vainqueur. Les deux chefs invoquent alors les dieux : Styrbjörn implore l’aide de Thor, tandis qu’Éric se tourne vers Odin, à qui il promet de se sacrifier dans dix ans en échange de la victoire. Le lendemain, Éric remporte la bataille ; Styrbjörn est tué et ses troupes décimées.

## Conséquences
La bataille de Fyrisvellir confirme la souveraineté d’Éric sur la Suède et lui vaut son surnom de « Victorieux ». Une pierre runique située près de Sjörup, dans le sud de la Suède, pourrait commémorer cet affrontement. Elle honore Asbjörn, compagnon de Saxi, et témoigne de son courage à Uppsala : « Il ne s’enfuit pas, mais combattit jusqu’à ce qu’il n’ait plus d’arme ». Cette bataille est aussi commémorée dans un poème, par le scalde islandais Þórvaldr Hjaltason, qui participa à la bataille du côté suédois.